# TVP2
TVP2 è una rete televisiva polacca di TVP. La sua linea contenutistica contiene tutti i tipi di programmazione (documentari, storia, talk-show, quiz) benché il canale sia principalmente concentrato sull'intrattenimento: spettacoli comici, cabaret e talk show a tema (per esempio su viaggi o culture straniere).
TVP2 detiene inoltre i diritti per le trasmissioni in patria di numerose serie televisive di successo statunitensi come CSI: Scena del crimine, Święta wojna, Dr. House, X Files, Ugly Betty, Battlestar Galactica e My Name Is Earl. Inoltre sino al 2005 ha trasmesso annualmente il concorso di bellezza internazionale Miss Universo. È anche l'emittente televisiva polacca per il game show della Sony Pictures Television Jeopardy!, che va in onda dopo il telegiornale Panorama delle ore 18:00.